# Grensäckspindel
Grensäckspindel (Clubiona pallidula) är en spindelart som först beskrevs av Carl Alexander Clerck 1757.  Grensäckspindel ingår i släktet Clubiona och familjen säckspindlar. Arten är reproducerande i Sverige. Inga underarter finns listade i Catalogue of Life.